# Philippe Tarantini
Philippe Tarantini, né le 17 août 1965 à La Tronche,, est un coureur cycliste français. Durant sa carrière, il participe à des compétitions sur route et sur piste.

## Biographie
Ancien professionnel sur piste, Philippe Tarantini a notamment remporté le championnat de France de demi-fond en 1988 et les Six Jours de Grenoble en 1991, avec Jean-Claude Colotti. Il est également devenu vice-champion d'Europe de l'américaine en 1990, en compagnie de Laurent Biondi.
Lors des Six Jours de Stuttgart 1992, il est contrôlé positif aux amphétamines. Il met un terme à sa carrière à l'issue de la saison 1994.

## Palmarès sur piste

### Championnats du monde
- Lyon 1989
  - 15e de la course aux points

### Championnats d'Europe
- 1989
  -  Médaillé de bronze de l'américaine (avec Marc Meilleur)
- 1990
  -  Médaillé d'argent de l'américaine (avec Laurent Biondi)
  -  Médaillé de bronze de l'omnium

### Championnats nationaux
- 1988
  -  Champion de France de demi-fond
  - 2e du championnat de France de la course aux points
  - 3e du championnat de France de vitesse
- 1991
  - 2e du championnat de France de la course aux points
  - 3e du championnat de France de vitesse

### Autres compétitions
- 1991
  - Six Jours de Grenoble (avec Jean-Claude Colotti)

## Palmarès sur route
- 1986
  - Une étape des Trois Jours de Cherbourg
  - 2e de La Pyrénéenne
  - 2e du championnat du Dauphiné-Savoie sur route
- 1988
  - 2e du Tour du Loiret
- 1989
  - 3e de Paris-Tergnier